# Fouka
Fouka (în arabă فوكة) este o comună din provincia Tipaza, Algeria.
Populația comunei este de 48.959 de locuitori (2008).